# Данијел Елсберг
Данијел Елсберг (енгл. Daniel Ellsberg; Чикаго, 7. април 1931 — Кенсингтон, 16. јун 2023) био је амерички војни аналитичар, узбуњивач и службеник корпорације РАНД, који је 1971. предао штампи тајну збирку „Америчко - Вијетнамски односи, 1945—1967: Студија”, познатију као Пентагонски папири. Информације садржане у њој откривале су информације о Вијетнамском рату и његовој позадини које су биле непријатне за највише руководство САД.
У јануару 1973, Елсберг је оптужен по Закону о шпијунажи из 1917, заједно са другим оптужбама за крађу и заверу, уз максималну казну од 115 година. Због лошег понашања владе и незаконитог прикупљања доказа, као и његове одбране Леонарда Будена и професора Правног факултета са Харварда Чарлса Несона, судија Вилијам Метју Бирн млађи одбацио је све оптужбе против Елсберга у мају 1973. године.
Елсбергу је 2006. додељена награда Рајт Лајвлихуд награда. Такође је био познат по томе што је формулисао важан пример у теорији одлучивања, Елсбергов парадокс; за његове опсежне студије о нуклеарном оружју и нуклеарној политици; и за изражавање подршке Викиликсу, Челси Менинг и Едварду Сноудену, Елсбергу је 2018. додељена награда Олоф Палме за свој „дубоки хуманизам и изузетну моралну храброст”.